# Коломієць Ольга Володимирівна
О́льга Володи́мирівна Коломі́єць (24.11.1964, Кіровоград) — українська художниця. Член Національної спілки художників України, майстра народного мистецтва Національної спілки майстрів народного мистецтва України. Завідувачка відділу науково-просвітницької роботи Кіровоградського обласного художнього музею.

## З життєпису
Народилася у 1964 році в місті Кіровограді (Кропивницькому). Після здобуття середньої освіти у 1984 році закінчила обласні десятимісячні курси підготовки керівників художньої самодіяльності по класу художників-оформлювачів (м. Кіровоград).
З 1991 року навчалася на художньому відділенні в Іванівському текстильному інституті ім. Фрунзе (нині — Текстильний інститут Іванівського державного політехнічного університету, Російська Федерація). Ще студенткою, працювала в іконописних майстернях у Підмосков'ї. З 2003 по 2008 рік була членом Кіровоградського творчого об'єднання майстрів декоративно-прикладного мистецтва «Єлисаветградський узвіз».
Коломієць — лауреатка обласної премії в галузі архітектури, геральдики, вексилології та декоративно-прикладного мистецтва імені Якова Паученка за 2013 рік в номінації «Декоративно-прикладне мистецтво».
З 2003 року Коломієць бере участь у культурно-масових заходах та акціях Кропивницького обласного художнього музею: Міжнародній акції «Ніч музеїв», присвяченій Міжнародному дню музеїв (2008–2014 рр.), в акції «Мистецькі „перлинки“ — для музейної новорічної ялинки» (2012 р.), у Днях відкритих дверей з нагоди Дня художника (2003–2013 рр.) та ін.
Учасниця Всеукраїнських та обласних тематичних виставок, акцій. Художниця співпрацює з кропивницькими поетами та письменниками, створює ілюстрації до літературно-художніх видань віршів та оповідань для малечі.
Працює у техніках малярства, вишивки бісером та витинанки.